# 2060.
2060. je sedmo desetletje v 21. stoletju med letoma 2060 in 2069. 